# Чальмерс, Джордж
Джордж Чальмерс (англ. George Chalmers; 1742, Фэчеберз — 31 мая 1825) — британский шотландский юрист, историк и антиквар, писатель-публицист.

## Биография
Родился в богатой семье. Образование получил в Абердине, затем изучал право в Эдинбургском университете. В 1763 году уехал в Британскую Северную Америку, в Мэриленд, где жили его родственники, с намерением помочь в разрешении земельного спора. В итоге решил остаться на американском континенте и стал заниматься адвокатской практикой в Балтиморе. После начала в 1776 году Войны за независимость  вернулся в Великобританию. Джордж Чальмерс в течение нескольких лет не мог найти работу адвокатом. Только в 1786 году устроился главным клерком в Министерство торговли. На этой должности он работал до конца своей жизни. Был членом множества научных обществ, в том числе Лондонского Королевского общества, Лондонского общества антикваров, почётным членом Антикварного общества Шотландии и так далее. Имел богатую библиотеку.

## Труды
Научные работы Чальмерса были посвящены древней истории северной части Шотландии, истории создания британских колоний в Северной Америке, биографиям выдающихся английских деятелей. Наиболее известные труды: «Political annals of the united colonies from their settlement till 1763» (1780, переиздано в 1810); «An estimate of the comparative strength of Great Britain during the present and four preceding reigns» (1782; переиздано в 1810); «Caledonia» (топографическое и историческое описание Шотландии, 1807—1824; сочинение вышло в трёх томах, однако осталось незавершённым); «Life of Магу, queen of Scots» (2-е издание — 1828; посвящено защите королевы Марии Стюарт), несколько биографических очерков (о Даниэле Дефо, Джемсе Стюарте и других), ряд работ об истории международных договоров Великобритании.